# Dolomietenweg
De Dolomietenweg (Italiaans: Strada delle Dolomiti, Duits: Dolomitenstraße, Ladinisch: Strada Dolomites) werd in 1909 voor het verkeer opengesteld. Het 110 kilometer lange traject behoort tot de mooiste routes in de Alpen. De weg voert langs de belangrijkste berggroepen van de Dolomieten: Rosengarten, Latemar, Marmolada en Sella. De route is het gehele jaar te berijden. In de weekenden en op feestdagen, vooral 's zomers, kan het erg druk op de weg zijn. In het doorkruiste gebied worden drie talen gesproken. Duits in het Eggental (Valle d'Ega) en zowel Italiaans als Ladinisch in het Val di Fassa, Val Livinallongo en Val Boite.
De route begint in Kardaun, een plaats in het brede dal van de rivier Eisack. Door het woeste Eggental gaat de weg omhoog naar de Costalungapas die de verbinding vormt met het Valle di Fassa. Over de pas loopt ook de provinciegrens tussen Trente en Zuid-Tirol. Na een gemakkelijke afdaling volgen tien kilometers door het toeristische dal met de dorpen Vigo di Fassa en Canazei. Deze laatste is een belangrijke wintersportplaats.
Na Canazei stijgt de weg in noordoostelijke richting langs de loodrechte wanden van het Sellamassief naar de tweede pas: de Pordoipas. Dit is met 2239 meter het hoogste punt van de Dolomietenweg en grens tussen de Italiaanse regio's Trentino-Zuid-Tirol (provincie Trente) en Veneto (provincie Belluno). De laatste etappe voert via de Strada Regionale 48 delle Dolomiti na Arabba via de Falzaregopas naar Cortina d'Ampezzo, de grootste en belangrijkste plaats in de Dolomieten.

## Foto's

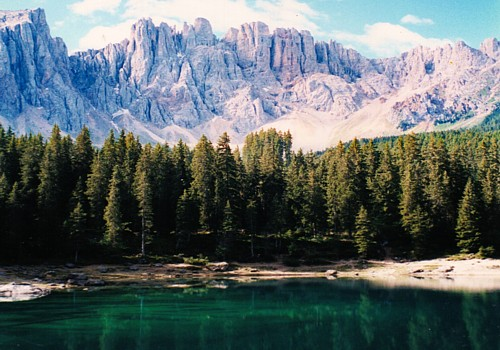
Costalungapas

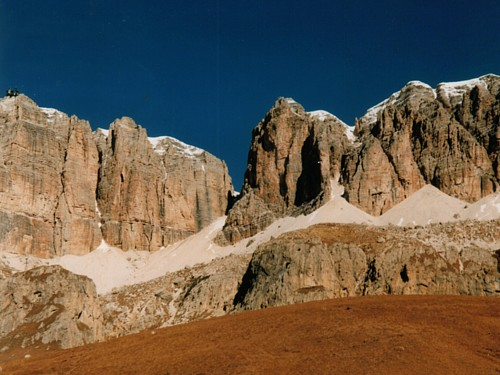
Pordoipas

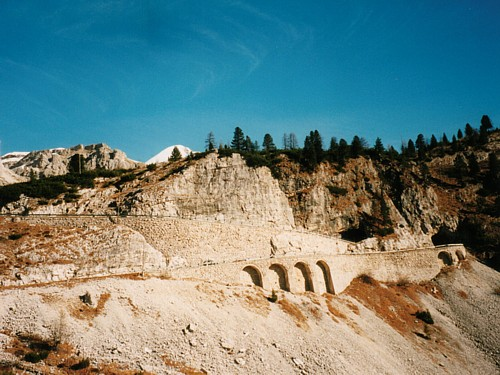
Falzaregopas